# Солонцы (Калининградская область)
Солонцы — посёлок в Славском районе Калининградской области. Входит в состав Тимирязевского сельского поселения.

## Население
| 2002 | 2010 |
| ---- | ---- |
| 163  | ↗196 |

## История
Населенный пункт Аделау в 1946 году был переименован в поселок Солонцы.